# الکساندر آمیتزبل
الکساندر آمیتزبل (انگلیسی: Alexander Ammitzbøll؛ زادهٔ ۱۷ فوریهٔ ۱۹۹۹) بازیکن فوتبال اهل دانمارک است که در پست مهاجم برای آلسوند بازی می‌کند.
وی در تیم ملی فوتبال زیر ۲۰ سال دانمارک بازی کرده است.